# The Dooleys
The Dooleys was een Britse pop- en discoband.

## Geschiedenis
Onder de naam The Dooley Family begonnen de zes broers/zussen uit Ilford die eind jaren 1960 The Dooleys vormden, met hun optredens. Vanaf 1973 woonden ze in Salford en het nachtclubcircuit rondom Manchester was het centrum van hun werkgebied.
Rond deze tijd verliet Marie Dooley de band en Bob Walsh en Alan Bogan voegden zich bij de band. In 1974 tekenden ze hun eerste platencontract en namen ze de eerste beide singles op.
In 1975 maakte The Dooley Family een tournee door Oost-Europa en in oktober traden ze op in Moskou. Het album naar aanleiding van dit liveoptreden werd meer dan twee miljoen keer verkocht. Vanaf 1976 noemden ze zich The Dooleys en hadden ze in 1977 hun eerste grote succes met Think I'm Gonna Fall in Love with You, waarmee ze zich in de Britse hitparade plaatsten (nummer 13). In 1978 kwam het jongste familielid Helen Dooley erbij. The Dooleys toerden door Europa en het Verre Oosten. Hun grootste hit Wanted bereikte in 1979 de Britse hitparade (nummer 3). Zoals bij andere Europese popbands uit deze tijd, die de nadruk legden op glans en elegantie, hadden ze in het bijzonder in Japan grote successen, waar ze in 1980 optraden bij het Tokyo Music Festival.
Met The Chosen Few lukte in hun geboorteland een verdere top 10-hit. In Duitsland bleven ze nagenoeg onbekend, maar in 1982 waren ze met And I Wish te zien in het programma Musikladen. Dit nummer bereikte als enige de Duitse hitparade.
Anne Dooley en Bob Walsh verlieten na hun huwelijk, net als Helen Dooley, de band. Hun vervangers werden Vicki Roe en Gaz Morgan. Tijdens de jaren 1980 verminderde de populariteit van The Dooleys en midden jaren 1980 verlieten John, Frank en Alan Bogan de band om een jaar later The New Dooleys op te richten met de nieuwkomers Karen en Amanda. Jim en Kathy Dooley gingen verder en werden vanaf dan begeleid door Ian Sudworth, Dave Riley, Paul Dean en Pete Whinnett. In maart 1987 verlieten Paul Dean en Dave Riley de band en werden vervangen door Phil Brown en Nigel Parrott. In december 1987 verliet Pete Whinnett de band ten gunste van nieuweling Martin. In 1988 stopte Vicki Roe en in 1990 Phil Brown.
Beide bands hadden ter vergelijking tot voorheen alleen nog bescheiden successen. In 1991 stonden The Dooleys in de B.P. Club Hedon Road voor de laatste keer op het podium. In 2007 brachten Jim, John en Frank onder de naam The Dooley Brothers Band een collectie uit met nieuwe liedjes.

## Bezetting
Oprichters
- Jim Dooley (zang)
- John Dooley (gitaar, tot 1985)
- Frank Dooley (gitaar, tot 1985)
- Marie Dooley (zang, tot 1973)
- Anne Dooley (zang, tot 1982)
- Kathy Dooley

Vroegere leden
- Bob Walsh (basgitaar, 1973-1982)
- Alan Bogan (drums, 1973-1985)
- Helen Dooley (keyboards, 1978-1982)
- Vicki Roe (zang, 1982-1988)
- Gaz Morgan (basgitaar, vanaf 1982)
- Pete Whinnet (keyboards, 1983-1987)

## Discografie

### Singles
- 1977: Think I'm Gonna Fall in Love with You
- 1977: Love of My Life
- 1978: Don't Take it Lying Down
- 1978: A Rose Has to Die
- 1979: Honey I'm Lost
- 1979: Wanted
- 1979: The Chosen Few
- 1980: Love Patrol
- 1980: Body Language
- 1981: And I Wish

### Albums
- 1979: The Best Of The Dooleys
- 1979: The Chozen Few
- 1980: Full House